# Illelore Kuhnert
Illelore Kuhnert (* 20. Jahrhundert) ist eine deutsche Schauspielerin und Synchronsprecherin.

## Leben
Kuhnert trat vorwiegend als Bühnendarstellerin am Theater auf. Von Anfang der 1970er-Jahre bis Ende der 1980er-Jahre wirkte Kuhnert als Schauspielerin vor der Kamera in mehreren Produktionen des Deutschen Fernsehfunks mit.
Kuhnert war auch als Synchronsprecherin tätig. In dem Märchenfilm-Klassiker Drei Haselnüsse für Aschenbrödel sprach sie in der DDR-Synchronfassung die Rolle der Stieftochter Dora; sie lieh ihre Stimme dabei der tschechischen Schauspielerin Daniela Hlaváčová.

## Filmografie
- 1973: Der Wüstenkönig von Brandenburg
- 1973: Rotfuchs
- 1973: Zement (TV-Zweiteiler)
- 1974: Der Sandener Kindermordprozess
- 1974: Die lieben Mitmenschen – Die liebe Frau Schröder (TV-Serie)
- 1977: Die Verführbaren
- 1980: Seitensprung
- 1980: Meines Vaters Straßenbahn (TV-Zweiteiler)
- 1980: Anamnese
- 1981: Darf ich Petruschka zu dir sagen?
- 1981: Ein Engel im Taxi
- 1983: Die Schüsse der Arche Noah
- 1989: Vera – Der schwere Weg der Erkenntnis